# Filipijnse padden
Filipijnse padden (Pelophryne) zijn een geslacht van kikkers uit de familie padden (Bufonidae). De groep werd voor het eerst wetenschappelijk beschreven door Thomas Barbour in 1938.
Er zijn elf soorten, inclusief de pas in 2009 beschreven soort Pelophryne saravacensis. Alle soorten komen voor in delen van Azië en leven in de landen Filipijnen, Borneo, Malakka, Singapore en in China in Hainan.
Alle soorten blijven klein en zijn bodembewoners. Er worden slechts weinig eitjes afgezet, die echter relatief groot zijn ten opzichte van andere padden.
Geslacht Pelophryne
- Soort Pelophryne albotaeniata
- Soort Pelophryne api
- Soort Pelophryne brevipes
- Soort Pelophryne guentheri
- Soort Pelophryne lighti
- Soort Pelophryne linanitensis
- Soort Pelophryne misera
- Soort Pelophryne murudensis
- Soort Pelophryne rhopophilius
- Soort Pelophryne saravacensis
- Soort Pelophryne signata

Adenomus · 
Altiphrynoides · 
Amazophrynella · 
Anaxyrus · 
Ansonia · 
Atelopus · 
Barbarophryne · 
Blythophryne · 
Bufo · 
Bufoides · 
Bufotes · 
Capensibufo · 
Churamiti · 
Dendrophryniscus · 
Didynamipus · 
Duttaphrynus · 
Epidalea · 
Frostius · 
Ghatophryne · 
Incilius · 
Ingerophrynus · 
Laurentophryne · 
Leptophryne · 
Melanophryniscus · 
Mertensophryne · 
Metaphryniscus · 
Nannophryne · 
Nectophryne · 
Nectophrynoides · 
Nimbaphrynoides · 
Oreophrynella · 
Osornophryne · 
Parapelophryne · 
Pedostibes · 
Pelophryne · 
Peltophryne · 
Phrynoidis · 
Poyntonophrynus · 
Pseudobufo · 
Rentapia · 
Rhaebo · 
Rhinella · 
Sabahphrynus · 
Schismaderma · 
Sclerophrys · 
Strauchbufo · 
Truebella · 
Vandijkophrynus · 
Werneria · 
Wolterstorffina · 
Xanthophryne